# لورا کالت
لورا کالت (انگلیسی: Laura Collett؛ زادهٔ ۳۱ اوت ۱۹۸۹) سوارکار اهل بریتانیا است.
وی در مسابقات کشوری و بین‌المللی در مجموع برندهٔ ۱ مدال طلا شده‌است.